# 比赛时间 (板球)
板球运动的赛程经常持续数小时或几天，这使它的成为比赛时间最长的运动之一，虽然有时帆船、皮划艇、公路自行车和汽车拉力赛的时间更长。通常情况下，顶级板球比赛每天至少进行6个小时，持续超过3至5天。板球单日赛持续六个小时或更长时间。因此板球比赛对午餐、午茶和饮水间歇等有着特殊的规定，比赛的开始和结束也同样有特殊的规则。这些规则在板球规则第15条 （间歇）和第16条（比赛开始；比赛停止）中进行概述。  

## 比赛何时进行
比赛只在干燥的天气中进行。此外，在顶级板球赛中，球经常会以超过 80 英里每小时的速度被掷出，所以比赛要在足够的日光让击球手看到球。下雨的时候 （毛毛雨通常不影响）或光线不足时比赛暂停。除了澳大利亚的几个试验性的比赛之外、 泛光灯不用于包括锦标赛在内的顶级赛事。除了一些试验性的国际单日赛在澳大利亚墨尔本的澳讯体育场（Telstra Dome）内进行外、 专业的板球比赛都在室外举行。
这些要求意味着 英国，澳大利亚、 新西兰，南非和 津巴布韦 的板球比赛要在夏天举行。在西印度、印度、巴基斯坦、斯里兰卡和孟加拉国的比赛要在冬季举行。因为这些国家的夏季飓风和台风盛行。这又使得板球赛在这些国家较早进行。在这些国家，板球赛一般在上午九点半左右开始，而不是像英国那样在上午十点半或十一点时开始。这样一来，比赛在傍晚来临前已经结束，最早大约在下午五点半。

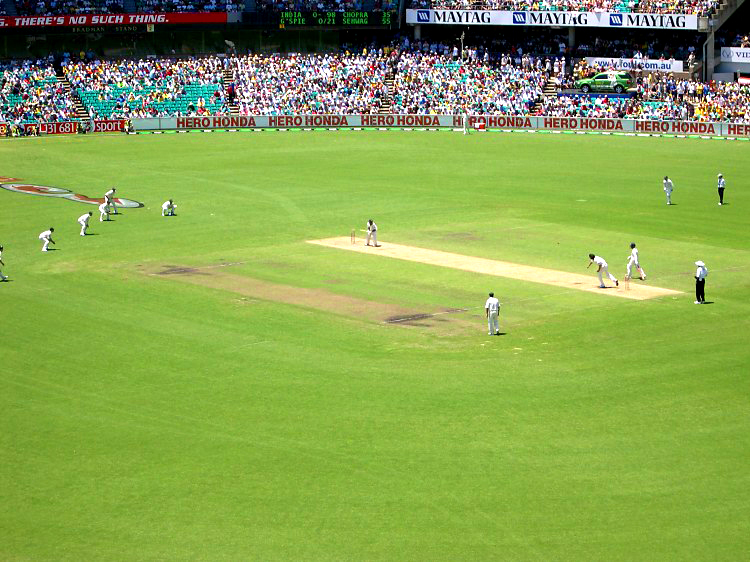
图为2002 年 1 月 2 日在澳大利亚悉尼举行的一场夏季板球比赛。

## 比赛开始与结束
比赛在投手端的裁判员宣布“开始”后比赛开始。在中场休息或暂停后比赛重新开始，也称为比赛“开始”。在中场休息，暂停和比赛结束前，裁判员喊“停”，并移除比赛双方三柱门上的横木。裁判喊“停”后，投球方不可再向裁判诉请出局判决。
当以下三种情况发生时比赛结束：
1. 结果出炉，一方获胜或最后击球一方防守三柱门失败，双方得分相同时给予平局；
2. 最后一个小时的最低轮数已完成并且双方商定的比赛结束时间已达到 （请参见下面的注释） ；
3. 因场地，天气，光线等不利条件的缘故，或在特殊情况下，球员离开球场，比赛无法继续进行。

备注： 
1. 在板球单日赛中， 第二局变为商定的轮数已经完成。
2. T． 最后一个小时 有可能为用词不当。比赛结束前的一个小时为最后一个小时。商定的最低轮数(在锦标赛中通常是 15轮，顶级赛中为20轮) 已经完成。 最后一小时可指最后的60分钟，也可指完成商定最低轮数的时间。此规则可防止有可能输掉比赛的一方浪费时间。
3. 今天， 锦标赛 适用的规则由各参赛国委员会一致同意。这些是高度标准化的。每日比赛六个小时，但至少要投够90轮六个球，如果轮数进行率慢于此，第三回合可能超时。如果击球局有变化，要减少两轮。
4. I受天气或光线的影响，预计的持球撞柱时间可延长一小时来补偿（在光线允许的情况下）。如果损失一个多小时的比赛时间，可添加到第二天的比赛时间上。

## 比赛间歇
由于板球比赛的时间长，中间会有多个中场休息。这些是：
- 头一天比赛结束之後第二天比赛开始之前的时间。
- 每个击球局之间的间隔。
- I用膳时间（午餐 和午 茶) 。
- 饮水间隔。

每个间歇都有特殊的规定。每局之间的间歇为 10 分钟。
在抛掷硬币决定哪方先击球之前，双方需要商定比赛时间，间歇时间，用膳时间等等一系列没有明确规定的间歇。当已击倒9个三柱门，只要再击倒一个就可决定胜负的情况下，午茶时间接近，此时午茶时间最少推迟至最后一个三柱门击倒后或将要击倒的 30 分钟前。为期一天的单日赛中，球队可能同意利用两局之间的午茶间歇代替单独的中场休息。另外，球队和裁判员可协商其他的间歇时间。这个时间可用于重要客人来访球队或有球员破了重要记录。在马上要休息时三柱门被击中，其他间歇可能略有不同。
每天比赛开始前商定饮水间歇，最后一个小时的比赛不允许饮水间歇。在天气特别炎热时，饮水间歇尤为重要。在40摄氏度的大热天比赛也不是新鲜事。饮水间歇不许超过 5 分钟。

## 著名赛事
由于比赛时间特别长，或是在应该叫停的极端糟糕天气下进行后，这些比赛就会变得比较著名。

### 最长的锦标赛
板球世界锦标赛是长达3天或3天以上的国际板球赛事。现在几乎所有的锦标赛都为 5 天赛程。在过去一些比赛没有时间限制，也就是说，在胜负未分之前，比赛会一直进行下去，无论多长时间。比赛时间最长的纪录是在都柏林举行的南非和英国之间的比赛。从1939年3月3日起比赛开始，在4,6,7,8,9,10,13,14日比赛继续进行。比赛预计在11日结束， 但由于下雨，比赛进行了9天而不是10天。截止3月14日晚，英格兰以316和5轮654落后南非的530和481，只须42个得分跑就可赢得比赛。但英格兰需在15日乘船返航，为了不使此比赛成为“无尽”的比赛，双方商定平局。在后击球的纪录中，英格兰创了654的高分纪录。（用200得分跑击败第二高得分）

### 卡拉奇黄昏赛
在卡拉奇，英格兰在与巴基斯坦打了两轮平局后进入第三次世界锦标赛，从1961年以来，英格兰从来没有在巴基斯坦的锦标赛中赢过。在五日赛中的第四天接近尾声时，巴基斯坦是 以405和75进3的成绩领先英格兰92分 ，英国第一局为388分。巴基斯坦从来没在卡拉奇国家体育场中输过，再加上比赛只剩下一天了，看起来它不大可能输： 于是比赛平局。
然而，多亏了一轮精彩的投球后，英格兰使巴基斯坦在午茶间歇 35 分钟前以158的得分跑出局。英格兰只须176个得分跑就可获胜，但当还剩44轮的时候，局势很紧。英国跑速良好，所以巴基斯坦试图放缓步伐。通常在锦标赛中球队应投 15轮每小时，巴基斯坦将其减到 9轮，知道天会变暗。
当傍晚将近时，裁判员向击球员提供照明，意味着他们被询问他们是否愿意放弃因为击球困难。他们拒绝，知道一旦接受意味着这场比赛平局。天越来越暗。巴基斯坦要求提供照明，但这一诉请被拒绝了。
黄昏来到，米埃津（唤礼员muezzin）开始让信徒进行晚祷。英国的击球员，主要是格雷厄姆·索普（Graham Thorpe）找到了一个空档，几乎没有丢掉一个得分跑，没有冒险“一振”。借着看台上和场外反射到方球场上的灯光，英格兰最终达到目标。